# 索尔希德
索尔希德是德国莱茵兰-普法尔茨州的一个市镇。总面积4.46平方公里，总人口85人，其中男性36人，女性49人（2011年12月31日），人口密度19人/平方公里。